# Goterkrigen (535-554)
 For alternative betydninger, se Goterkrigen. (Se også artikler, som begynder med Goterkrigen)
Goterkrigen blev udkæmpet på den italienske halvø og de omkringliggende områder Dalmatien, Sardinien, Sicilien og Korsika fra 535 til 554 mellem Det Byzantinske Rige og Østgotiske Rige. Krigen kan opdeles i to faser, hvor den første (535-540) endte med Ravennas fald og en tilsyneladende sejr til romerne med erobringen af Italien. Den anden fase mellem 540/541 og 553, hvor den gotiske modstand fik ny styrke under Totila, der blev besejret efter langvarige kampe mod Narses, som også slog den frankisk-alemanske invasion tilbage i 554. Forskellige byer i det nordlige Italien formåede dog at holde ud til tidligt i 560'erne.
Krigen havde sine rødder i den romerske kejser Justinians ønske om at tage det tidligere Vestromerske Riges provinser tilbage, som var gået tabt til de barbariske stammer århundredet før (se folkevandringstiden). Da krigen trak ud, blev Italien ødelagt og affolket, og ressourcerne var udpinte. Så med den dyrt købte sejr kunne byzantinerne ikke modstå den longobardiske invasion i 568, hvilket betød at de mistede de fleste af deres territorier på den italienske halvø.